# Simon van der Stel

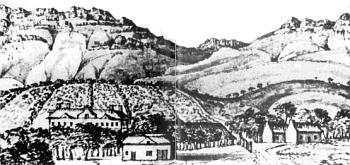
E.V. Stade. Constantia. 1710. Tekening. Kaapstad, Kaapse Archiefbewaarplek.

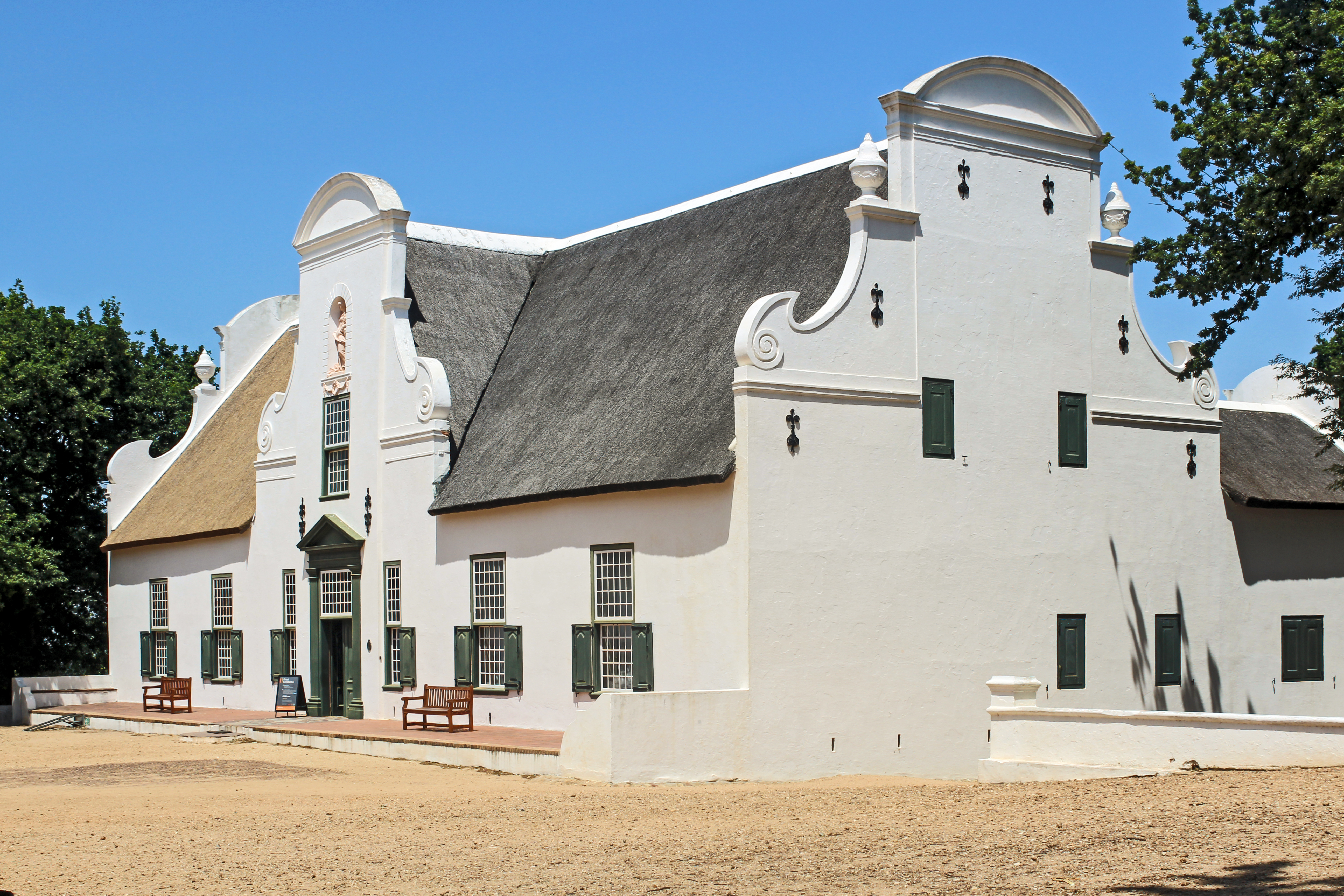
Groot Constantia

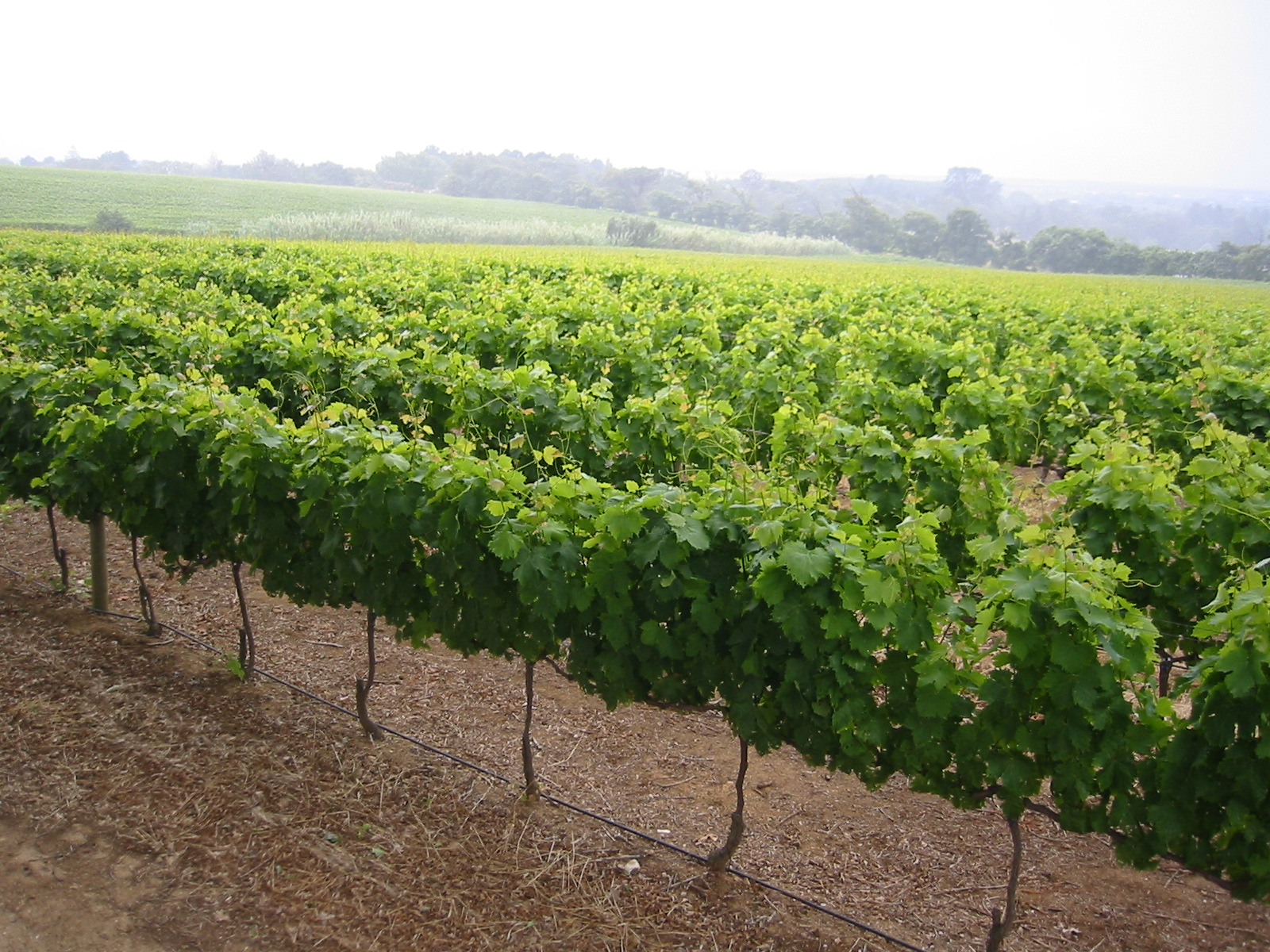
Groot Constantiawingerd

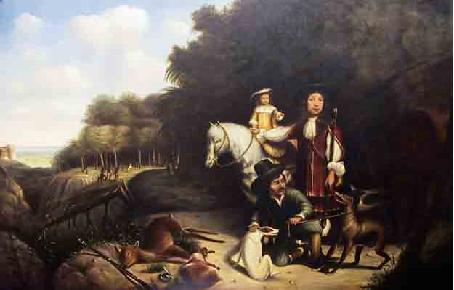
Simon van der Stel en zijn zoon Willem Adriaan.

Simon van der Stel (Mauritius, 14 oktober 1639 – Groot Constantia, 24 juni 1712) was de eerste gouverneur van Kaap de Goede Hoop, toen nog een kleine nederzetting. Hij was geïnteresseerd in botanie, het aanleggen van wijngaarden en het stoken van likeuren en kan worden beschouwd als een van de grondleggers van de wijnbouw in Zuid-Afrika. Hij stichtte Groot Constantia. De wijn uit dit gebied was rond 1800 erg geliefd.

## Biografie
Simon van der Stel werd geboren op een schip, onderweg naar Nederlands Mauritius, waar zijn vader, Adriaan van der Stel, tot gouverneur was benoemd. Zijn moeder, Maria Lievens, was een halfbloed van Maleise afkomst. Na de dood van zijn ouders - zijn vader werd op 25 mei 1646 onthoofd bij een schermutseling met de troepen van Raja Singha op Ceylon - kwam Simon in Batavia terecht.
Waarschijnlijk werd hij in 1658 naar Nederland gestuurd voor een opleiding. Hij trouwde in 1663 met Johanna Jacoba Six (1645-1700), met wie hij zes kinderen kreeg en die de buitenplaats "Uytermeer" in Lisse bezat. Hij kwam ook in het bezit van twee wijngaarden bij Muiderberg. Van der Stel werd in 1679 aangesteld als commandeur van de Kaapkolonie, nadat zijn voorganger Johan Bax van Herenthals in 1678 was gestorven. Zijn vrouw bleef thuis, maar hij nam wel zijn vier kinderen en haar zus Cornelia mee. De wijngaarden deed hij over aan Hendrik van Rheede.
Simon van der Stel ondernam in de zomer van 1679 een expeditie noord- en oostwaarts. Bij de Eerste Rivier vond hij een vruchtbare vallei, waar hij de naar hem vernoemde nederzetting Stellenbosch stichtte. Het jaar daarop vestigden zich hier de eerste families. Ook Simonstad ten zuiden van Kaapstad is naar hem vernoemd. 
Van der Stel kreeg opdracht diverse zaden en planten op te sturen naar Joan Huydecoper, zijn neef en commissaris van de Hortus Botanicus Amsterdam. Jan Commelin en Hiëronymus van Beverningh stuurden orders op met door hen gewenste planten. De Heren XVII waren echter niet erg gesteld op particuliere handel en vrachten op de VOC-schepen.
In 1685 werd hem op gezag van Hendrik van Rheede of Rijcklof van Goens de Jonge, hoge VOC-ambtenaren, een stuk land 20 km buiten fort De Goede Hoop toegekend. Het landhuis Constantia, dat Van der Stel liet oprichten, heeft hij misschien naar de dochter van deze ambitieuze Van Goens, Constantia Louiza (1679-), vernoemd.
Samen met de apotheker Hendrik Claudius ging Van der Stel op expeditie naar de Koperbergen in Namakwaland.
Aan de voet van de Tafelberg was een botanische tuin aangelegd door Jan van Riebeeck. Er werd niet alleen groente verbouwd en fruitbomen geplant, maar de tuin was ook van groot belang voor de chirurgijns, waarbij de Duitse apotheker Andreas Cleyer een belangrijke rol speelde. Van groot belang voor de bevordering van de Kruidtuyn die lange tijd zijn weerga nergens ter wereld zou vinden en internationaal aandacht kreeg was de botanicus Hendrik van Rheede, die zich ook bemoeide met de irrigatie van de tuin, de bosbouw en het verbeteren van de kwaliteit van de wijn.
Het oudste schriftelijke bewijs van Sceletium tortuosum  is gevonden op een schildering van Simon van der Stel uit 1685, ongeveer 435 jaar oud Volgens historische bronnen is de plant een kortlevende vaste plant met kruipende stengels en overlappende bladeren die glinsterende watercellen (blaascel-idioblasten) aan hun oppervlak hebben. In 1662 handelde de Nederlandse koloniale bestuurder Jan van Riebeeck met inheemse stammen in Zuidelijk Afrika, waarbij schapen werden geruild voor kanna (kauwgoed). De Europese bevolking beschouwde het als een ginsengachtige plant. Echter, al lang daarvoor gebruikten Zuid-Afrikaanse herders en jagers-verzamelaars de plant als een stemming-beïnvloedende stof sinds de prehistorie.
Op verzoek van Gaspar Fagel heeft Van der Stel in de VOC-tuin op Kaap de Goede Hoop kaneel-, kruidnagel en kamferboompjes geplant, die op de Kaap konden acclimatiseren, alvorens naar Nederland te worden verscheept. Nederland zullen ze wel nooit hebben bereikt;
waarschijnlijk werden ze in 1684-1685 tijdens een inspectie door de zoon van Rijcklof van Goens uitgeroeid.
In 1688 was de situatie dermate verbeterd - Huydecoper was inmiddels een belangrijke bewindhebber - dat hij zeventien kisten met plantenmateriaal naar Nederland kon opsturen, die bestemd waren voor stadhouder Willem III van Oranje, Gaspar Fagel en de Hortus Botanicus Amsterdam.
Op 13 april 1688 arriveerden de eerste hugenoten, aan wie in met name Franschhoek landbouwgrond werd toebedeeld. Van hun kennis van de druivencultuur en de wijnfabricage wordt nu nog altijd de vruchten geplukt. Onder commandeur Van der Stel groeide de kolonie gestaag en op 1 juni 1691 werd hij bevorderd tot gouverneur.
Op 11 februari 1699 trad hij af en werd hij opgevolgd door zijn zoon Willem Adriaan.

## Erfenis
In Stellenbosch is oktober 2009 een borstbeeld van Simon van der Stel onthuld. Toen was het 330 jaar geleden dat Simon van der Stel er de op twee na oudste nederzetting gesticht heeft.

## Multimedia
- (af)  Film over Zuid-Afrika onder Simon van der Stel

- Biografisch Portaal: 64331699
- CiNii: DA08883551
- Digitale Bibliotheek voor de Nederlandse Letteren: stel019
- Stuttgart Database of Scientific Illustrators 1450–1950: 7821
- Gemeinsame Normdatei: 1095792431
- International Standard Name Identifier: 0000 0001 1862 838X
- Library of Congress Control Number: nb2004010319
- Nationale Bibliotheek van Israël: 987007288565605171
- Nederlandse Thesaurus van Auteursnamen: 071320407
- SNAC: w6kb0vkh
- Système universitaire de documentation: 128599871
- Virtual International Authority File: 121107795
- WorldCat: E39PBJdGRMqhkqFrwt4QmhXWXd